# Tiếng Mông Cổ Khamnigan
Tiếng Khamnigan (ᠬᠠᠮᠨᠢᠭᠠᠨ hay Хамниган кэлэ, chuyển tự: Khamnigan kele) là một ngôn ngữ Mông Cổ được nói ở phía đông hồ Baikal, trên lãnh thổ Nga, Mông Cổ và Trung Quốc.
Việc sử dụng ngôn ngữ này đã giảm ở Nga, nơi chỉ còn ít người nói, nhưng sự song ngữ Mông Cổ-Evenk vẫn còn rõ rệt ở Trung Quốc. Tại Mông Cổ, tiếng Khamnigan đã đồng hóa mạnh mẽ với tiếng Mông Cổ Khalkha, và mặc dù có một số đặc điểm giống tiếng Buryat và mang phong cách riêng, về tổng thể nó giống với một phương ngữ tiếng Khalkha, và đã mất đi vốn từ vựng Tungus đặc trưng.

## Sử dụng
Người Khamnigan (hay còn gọi là Tungus Ngựa hoặc Tungus Thảo nguyên) có nguồn gốc song ngữ, nói cả tiếng Mông Cổ và tiếng Tungus, được thừa hưởng từ tổ tiên hỗn hợp của họ. Sự song ngữ này dường như đã có từ vài thế kỷ trước. Ngôn ngữ Tungus của họ là tiếng Evenk (Khamnigan là tên tiếng Mông Cổ của người Evenk), trong khi tiếng Mông Cổ Khamnigan là một ngôn ngữ Mông Cổ riêng biệt, không phải phương ngữ tiếng Mông Cổ hay Buryat như được phân loại theo truyền thống ở Mông Cổ hoặc Nga. Tiếng Mông Cổ là ngôn ngữ chính; hai phương ngữ Evenk chỉ được một bộ phận dân cư sử dụng trong phạm vi gia đình.
Việc sử dụng ngôn ngữ này đã giảm ở Nga, nơi chỉ còn ít người nói, nhưng sự song ngữ Mông Cổ-Evenk vẫn còn rõ rệt ở Trung Quốc. Tiếng Evenk Khamnigan, mặc dù không phải là ngôn ngữ khác biệt với các phương ngôn Evenk khác, nhưng lại chịu ảnh hưởng nặng nề của tiếng Mông Cổ, đặc biệt là về từ vựng. Mặt khác, tiếng Mông Cổ Khamnigan là ngôn ngữ Mông Cổ bảo thủ nhất, hơi khác so với tiếng Mông Cổ trung đại, mặc dù hệ thống hài hòa nguyên âm đã bị gián đoạn. Có rất ít ảnh hưởng từ tiếng Evenk; chẳng hạn, tiếng Evenk Khamnigan có số nhiều về mặt ngữ pháp, tiếng Mông Cổ Khamnigan thì không.
Tiếng Khamnigan ở Mông Cổ đã đồng hóa mạnh mẽ với tiếng Mông Cổ Khalkha, và mặc dù có một số đặc điểm giống tiếng Buryat và mang phong cách riêng, về tổng thể nó giống với một phương ngữ của tiếng Khalkha, và đã mất đi vốn từ vựng Tungus đặc biệt của mình.

## Phân bố
Tiếng Mông Cổ Khamnigan phân bố tại các địa phương sau:
- Nga: vùng Zabaykalsky
- Mông Cổ: tỉnh Khentii, tỉnh Dornod, tỉnh Töv
- Trung Quốc: Hulunbuir, Nội Mông

## Cú pháp
Tiếng Mông Cổ Khamnigan theo cú pháp chủ-tân-động (SOV) tương tự các ngôn ngữ Mông Cổ khác. Các tiểu từ Mông Cổ chung bisi, buu, ugui được sử dụng để diễn đạt sự phủ định. Tiểu từ nghi vấn có định dạng gu, ví dụ: hain gu ("Tốt không?")

## Từ vựng
Nguồn chính của các yếu tố từ vựng phi Mông Cổ là tiếng Nga và tiếng Trung Quốc. Các yếu tố Nga chiếm ưu thế trong lớp từ vựng văn hóa tiền hiện đại, ví dụ: ciuske (lợn), kartoobka (khoai tây), istool (bàn), laampa (đèn), trong khi nguồn hiện đại của những từ tương tự là tiếng Trung Quốc (Quan Thoại), ví dụ: suuliu (nhựa, từ bản địa là kůika), nangku (phích nước, từ bản địa là kaloon haba, "bình nóng"). Trong một số trường hợp, những từ mượn gốc Nga/Trung có thể đã được tiếng Khamnigan tiếp nhận thông qua các phương ngữ tiếng Mông Cổ.

## Chữ viết
Chữ Kirin được sử dụng để viết tiếng Mông Cổ Khamnigan.
| А а   | Б б | В в | Г г | Д д | Е е | Ё ё | ДЖ дж |
| ДЗ дз | И и | Й й | К к | Л л | М м | Н н | О о   |
| Ө ө   | П п | Р р | С с | Т т | У у | Ү ү | Ф ф   |
| Х х   | Һ һ | Ц ц | Ч ч | Ш ш | Ъ ъ | Ы ы | Ь ь   |
| Э э   | Ю ю | Я я |     |     |     |     |       |

Các chữ kép дж và дз chỉ dùng tại Nga. Tại Mông Cổ, chúng được viết lần lượt là chữ ж và з đơn.

## Số đếm
|    | Nghĩa tiếng Việt | Tiếng Mông Cổ Khamnigan | Tiếng Mông Cổ nguyên thủy | Tiếng Mông Cổ hiện đại |
| -- | ---------------- | ----------------------- | ------------------------- | ---------------------- |
| 1  | một              | nege/n                  | *nike/n                   | neg                    |
| 2  | hai              | koir                    | *koxar ~ *koyar           | khoyor                 |
| 3  | ba               | gůrba/n                 | *gurba/n                  | gurav                  |
| 4  | bốn              | durbe/n                 | *dörbe/n                  | döröv                  |
| 5  | năm              | tabu/n                  | *tabu/n                   | tav                    |
| 6  | sáu              | jůrgaa/n                | *jirguxa/n                | zurgaa                 |
| 7  | bảy              | doloo/n                 | *doluxa/n                 | doloo                  |
| 8  | tám              | naima/n                 | *na(y)ima/n               | naym                   |
| 9  | chín             | yuhu/n                  | *yersü/n                  | yös                    |
| 10 | mười             | arba/n                  | *xarba/n                  | arav                   |

Tất cả đều là từ bản địa, và ngoại trừ koir, đều có loại hậu tố -n không ổn định.